# L'Aldea

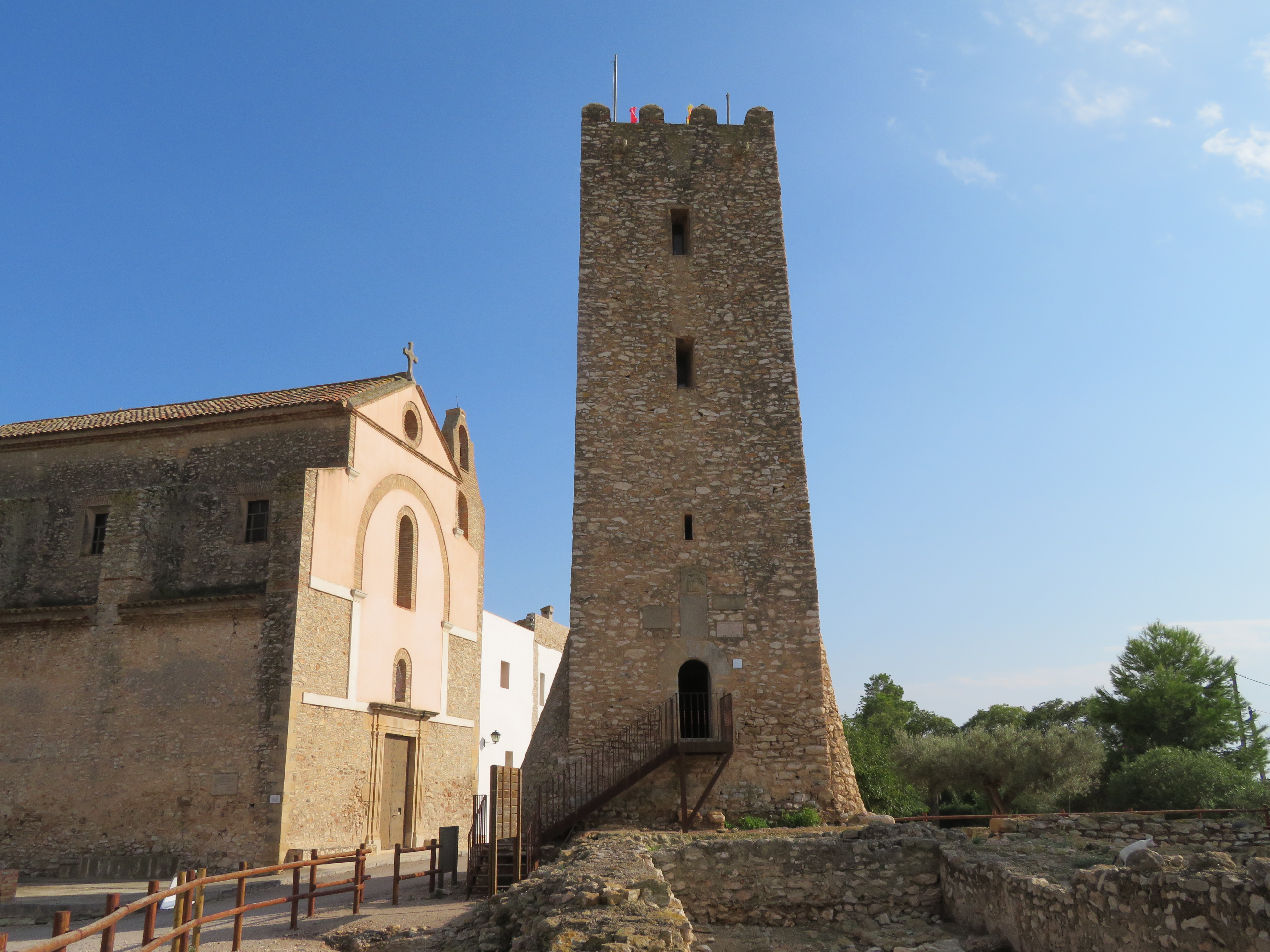
L'Aldea

L'Aldea là một đô thị trong comarca Baix Ebre, tỉnh Tarragona, cộng đồng tự trị Catalonia, Tây Ban Nha.

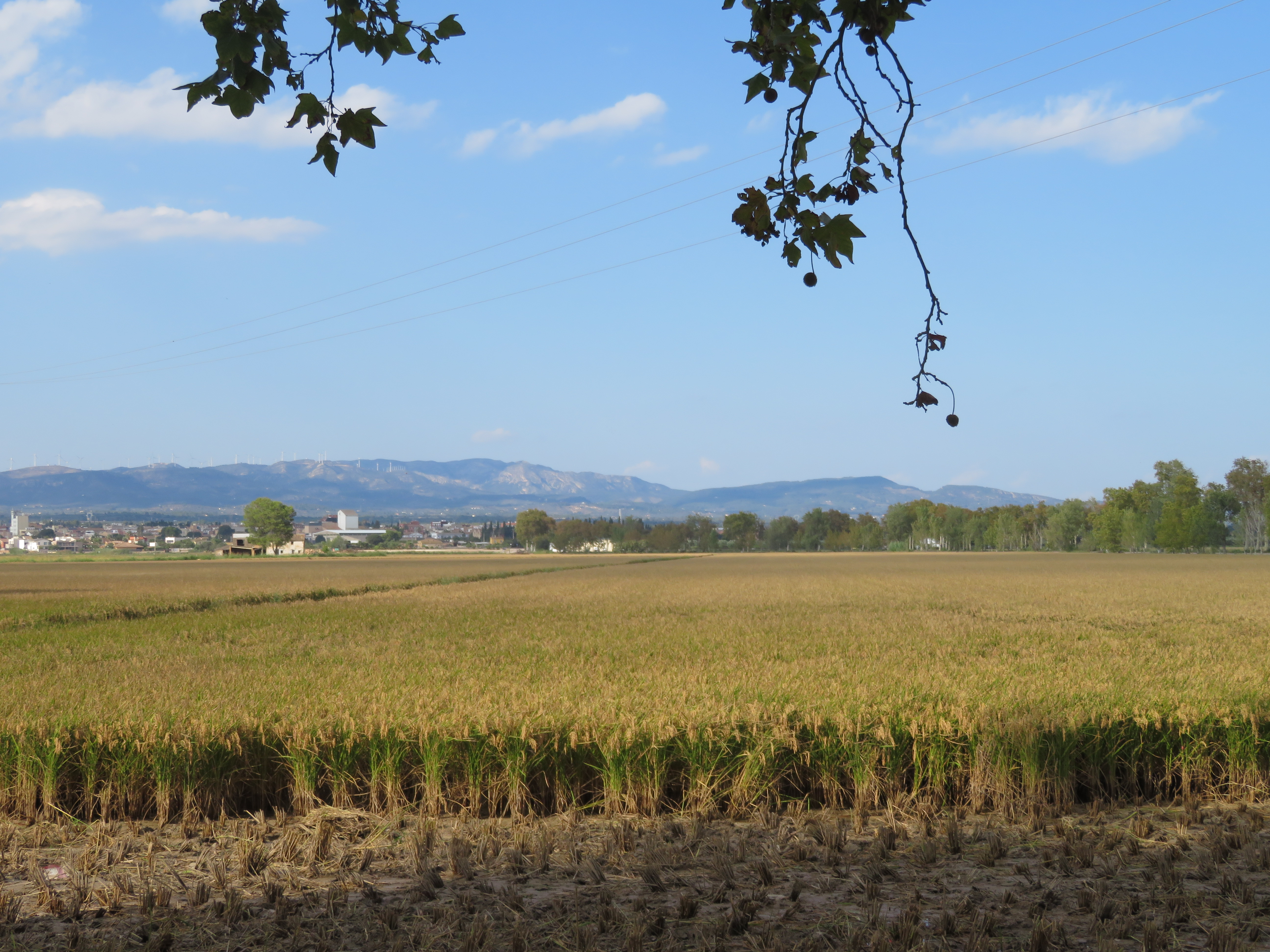
L'Aldea